# Havoc Mass
Havoc Mass war eine US-amerikanische Thrash-Metal-Band aus Tampa, Florida, die im Jahr 1990 gegründet wurde und sich ca. 1993 wieder auflöste.

## Geschichte
Die Band wurde im Jahr 1990 von Nasty-Savage-Gitarrist Ben Meyer, Schlagzeuger Curtis Beeson, Bassist und Sänger Ray Wallace und Gitarrist Andy Wallace gegründet. Im Folgejahr erschien das erste Demo In Extremities. Im selben Jahr war die Band auf der Kompilation Metal Massacre XI von Metal Blade Records enthalten. Im Jahr 1992 schloss sich das Demo Of Unknown Origin an. Die Gruppe erreichte einen Vertrag bei Massacre Records und veröffentlichte bei diesem Label ihr erstes und einziges Album Killing the Future, ehe sich die Gruppe wieder auflöste. Danach gründeten die Gebrüder Wallace ein neues Projekt namens Inhuman.

## Stil
Die Band spielte aggressiven, technisch anspruchsvollen Thrash Metal, wobei die Lieder an die Werke von Nasty Savage erinnern.

## Diskografie
- In Extremis (Demo, 1991, Eigenveröffentlichung)
- Of Unknown Origin (Demo, 1992, Eigenveröffentlichung)
- Killing the Future (Album, 1993, Massacre Records)